# Neafrapus
Genre
Le genre Neafrapus regroupe deux espèces d'oiseaux appartenant à la famille des Apodidae.

## Liste des espèces
- Neafrapus cassini – Martinet de Cassin
- Neafrapus boehmi – Martinet de Böhm